# Ammodaucus maroccanus
Ammodaucus maroccanus är en växtart i släktet Ammodaucus och familjen flockblommiga växter. Den beskrevs av Peter Hadland Davis och Ian Charleson Hedge som Cuminum maroccanum, och fick sitt nu gällande namn av Cyrille Chatelain och M.M. Chambouleyron 2021.
Arten är en ettårig ört som förekommer i sydvästra Marocko, Västsahara och på Kanarieöarna.